# Gymnogyps howardae
Gymnogyps howardae is een uitgestorven condor die in het Pleistoceen in Zuid-Amerika leefde. De soort is nauw verwant aan de Californische condor.

## Fossiele vondst
Fossielen van Gymnogyps howardae zijn gevonden in de Talara-teerputten in Peru. In deze teerputten zijn fossielen van meerdere soorten condors en gieren gevonden. Gymnogyps howardae leefde samen met de uitgestorven condor Geronogyps, de Andescondor, koningsgier, zwarte gier en kalkoengier. Het leefde ongeveer 126.000-12.000 jaar geleden. 

## Kenmerken
Gymnogyps howardae was ongeveer even groot als de verwante Californische condor.

## Andere fossiele soorten
- Gymnogyps amplus werd voor het eerst beschreven door L.H. Miller in 1911 aan de hand van een gebroken tarsometatarsus. De soort is de enige condorsoort die wordt aangetroffen in Pit 10 van de La Brea-teerputten, waarvan de fossielen dateren uit 'een Holoceen radiokoolstofleeftijd van 9.000 jaar'. De kleinere, huidige Californische condor is mogelijk geëvolueerd uit Gymnogyps amplus.
- Gymnogyps kofordi werd beschreven op basis van een rechter tarsometatarsus.
- Gymnogyps varonai is bekend van fossielen gevonden in teerafzettingen uit het Laat-Pleistoceen tot Vroeg-Holoceen in Cuba. Het kan zich hebben gevoed met karkassen van grote zoogdieren zoals grondluiaards.